# تیم ملی بسکتبال گینه بیسائو
تیم ملی بسکتبال گینه بیسائو، نماینده گینه بیسائو در مسابقات بین المللی بسکتبال است. این تیم هنوز نتوانسته به جام جهانی و قهرمانی آفریقا راه یابد.
این تیم توسط فدراسیون بسکتبال گینه بیسائو اداره می شود.